# Польско-литовское нашествие
Литовское разорение (Польско-литовское нашествие) — разорение земель Московского царства в начале XVII века польско-литовскими интервентами. Один из эпизодов Великой смуты. 
Полностью восстановиться после интервенции земли Московского царства так и не смогли.

## Описание
В ходе Смутного времени, воспользовавшись слабостью Московского царства, вторгаются вооружённые отряды с целью разграбления, разорения земель и захвата власти. Пострадало много городов, часть были сожжены. Были уничтожены множество сёл и деревень, некоторые так и не были заново отстроены спустя несколько веков (пустоши).
Война за власть над Московским царством велась как регулярной польской армией, так и разбойными отрядами, кормившимися за счёт "трофеев" и "разной добычи" от разорения русских земель.
В нашествии участвовало много различных иностранцев (поляков, немцев, татар, казаков и др.), желающих обогатится за счёт грабежа. Так в войске поляка Яна Сапеги, осаждающего Троицкий монастырь в 1608—16010 годах, были донские казаки.

### Разорённые земли
Так в 1624 году в Дмитрове на 143 податных дворов приходится 133 пустых (не считая прилегающих слобод), жители которые погибли в "Литовское разорение". Оставшие двора заселяли, в основном, вдовы с детьми. Также запустение затронуло и торговлю: пустыми стояли 200 лавок, действующими оставались лишь 59 лавочных мест. Посад города (слободы) также затронуло разоренье.  Так в Конюшенной слободе в 1624 году числились 50 дворов полных и 22 пустых дворов. В Берёзовской слободе стояло 32 полных и 20 пустых дворов.
Уничтожен и не восстановлен Вышгород, второй по значимости город Дмитровского удела, центр Вышегородского стана.
В Дмитровском уделе были полностью уничтожены польско-литовской шляхтой села (упоминаются как пустоши): Дятлино Каменского стана, Новое Вышегородского стана (не восстановлено), Подлипичье Повельского стана и другие.
Так в Писцовом описании 1627/29 года упоминаются в Дмитровском уделе пустоши: Игнатьево-Черново (не восстановлено), Вороново Повельского стана, Никульское Вышегородского стана, Лызлово-Хламово и другие. Также во второй половине XVII века вокруг сёл и деревень часто упоминаются пустоши (бывшие населённые пункты).
На первую половину XVII века относится множество упоминаний о строительстве новых церквей на церковной земле. 
Было разорено много монастырей: Андроников монастырь (Москва), Николо-Пешношский монастырь, Спасо-Прилуцкий монастырь (Вологда), Ферапонтов Белозерский монастырь, Богоявленско-Анастасиин монастырь (Кострома), Предтеченский Иаково-Железноборовский монастырь и др. Некоторые монастыри успешно выдержали осаду: Троице-Сергиев монастырь, Кирилло-Белозерский монастырь.
Это говорит о том, что в задачу интервентов входило и разрушение православных церквей и монастырей.